# 프랑스인 김명실
"프랑스인 김명실"(winter garden)은 한국에서 제작된 이지현 감독의 2014년 다큐멘터리 영화이다. 쎄실 들래트르 등이 주연으로 출연하였다.

## 출연

### 주연
- 쎄실 들래트르
- 이지현
- 구원영

## 기타
- 프로듀서: 고주영
- 촬영부: 김재항
- 촬영부: 김정훈
- 연출부: 이지영
- 연출부: 이승준
- 사운드디자인: 고은하
- 사운드슈퍼바이저: 표용수
- 노래: 양양
- 타이틀: 조승연
- 마케팅총괄: 박상근
- 마케팅책임: 박선용
- 내레이션대사: 조혜원
- 내레이션대사: 박일아
- 그래픽디자인: 강지원
- 배급책임: 조윤주
- 배급책임: 최유미
- 배급진행: 강수경
- 배급진행: 박선하
- 마케팅진행: 조상훈